# Lagrabe
Le ruisseau de Lagrabe est un cours d'eau du Pays basque français (département des Pyrénées-Atlantiques). Il arrose les coteaux du sud de l'Adour.
Il prend sa source sur le territoire d'Arraute-Charritte et se jette dans la Bidouze à Came.

## Communes traversées
- Arraute-Charritte
- Bidache
- Came